# Tosti-ijzer

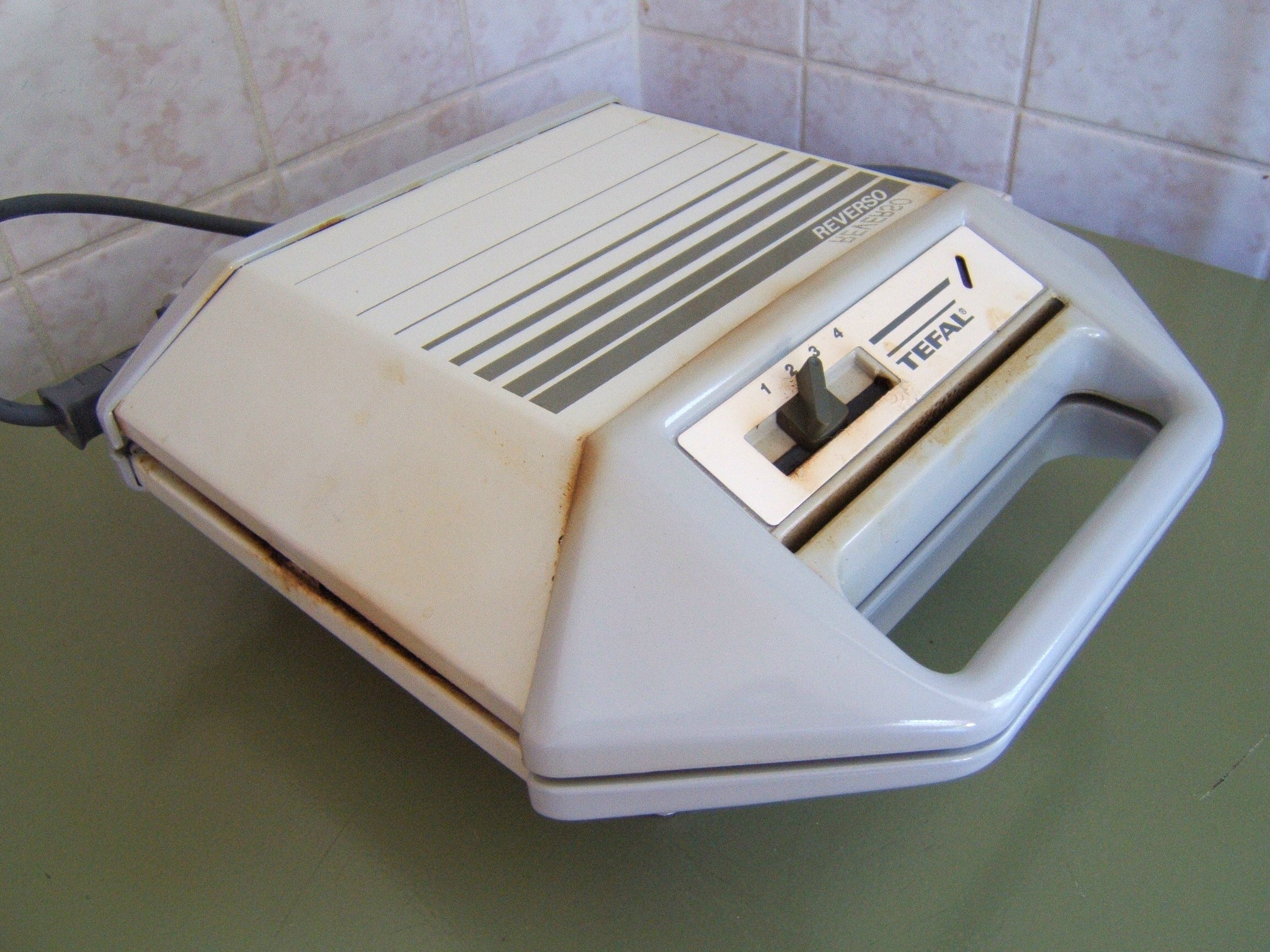
Een gesloten tosti-ijzer.

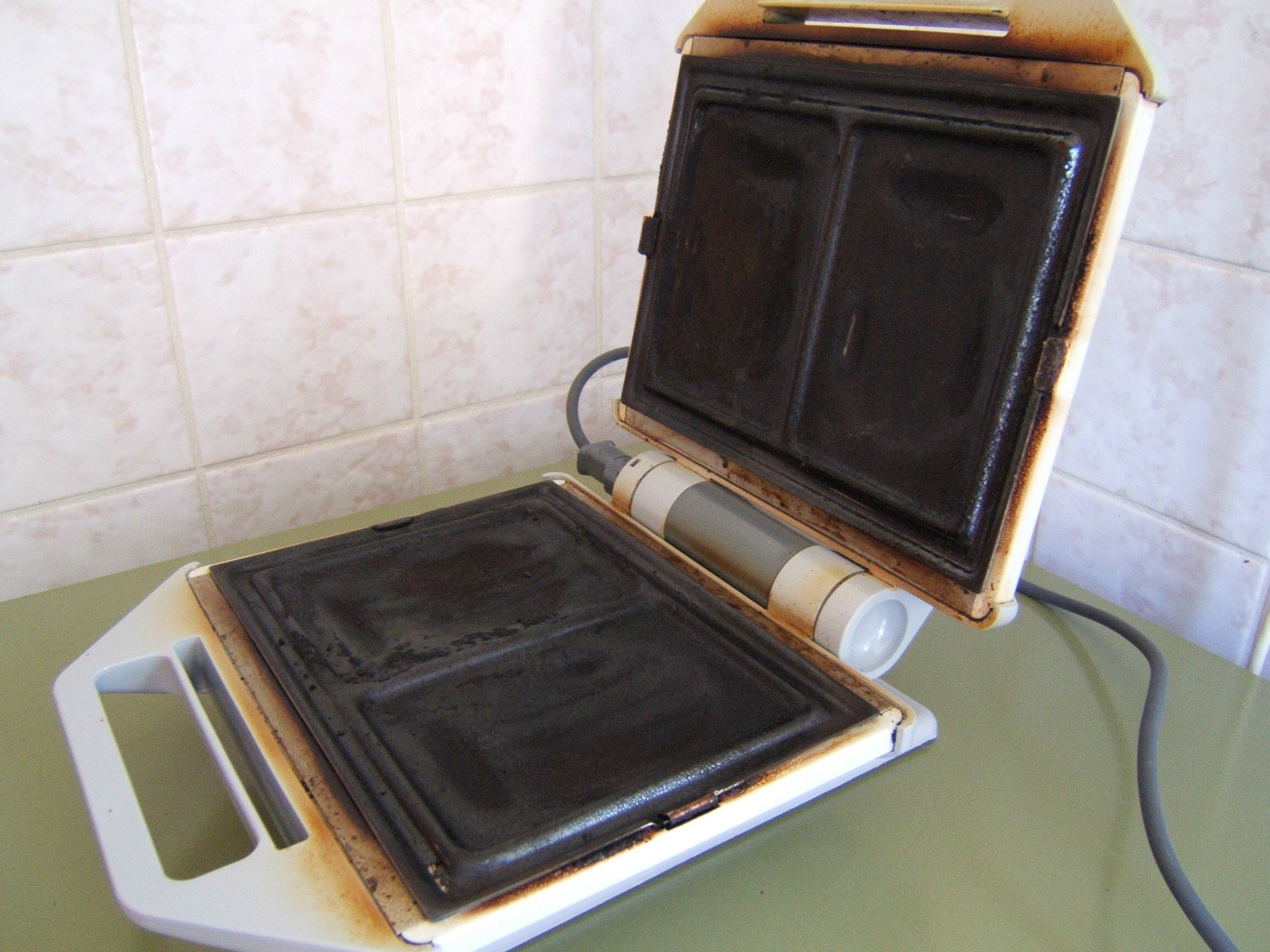
Een open tosti-ijzer.

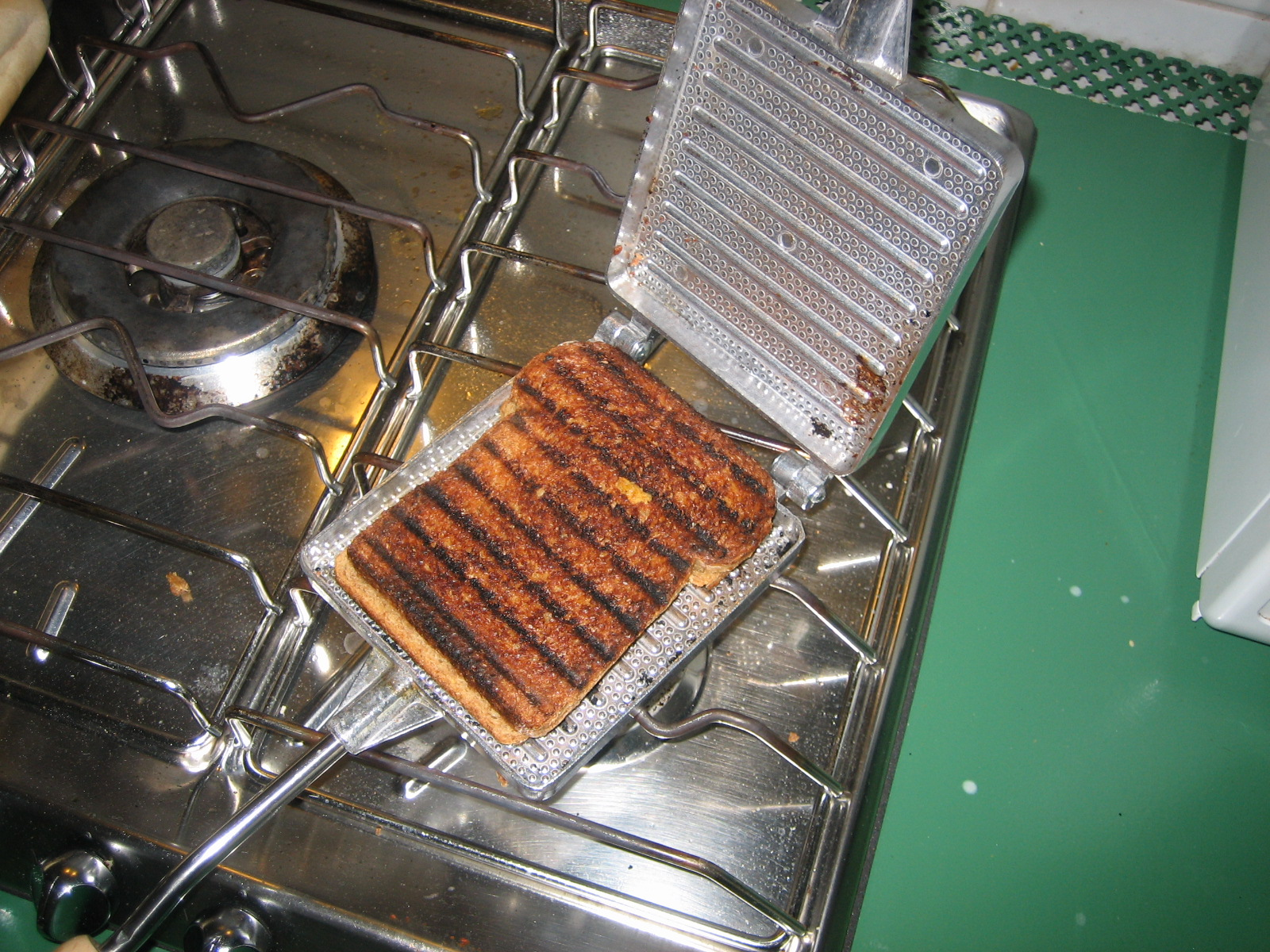
Tosti-ijzer voor op een gasstel.

Een tosti-ijzer (of, in België croque-monsieurijzer of -pan) is een huishoudelijk apparaat dat gebruikt wordt om een tosti (croque-monsieur) te bereiden. Twee plakken brood met meestal kaas ertussen dienen verhit te worden tot een temperatuur waarbij de kaas smelt en het brood licht wordt geroosterd.
Dit verhitten gebeurt tussen twee metalen platen. De techniek komt grotendeels overeen met die van wafelijzers waarmee wafels of knieperties bereid worden.
Een tosti-ijzer kan elektrisch worden verwarmd of met behulp van een kookplaat.

## Elektrisch
Bij een elektrisch apparaat komen de twee metalen platen op de gewenste temperatuur door middel van een elektrisch verwarmingselement. De bakplaten zijn vaak voorzien van een teflon laag, een zogenaamde 'anti-aanbaklaag', om gemakkelijk de platen schoon te maken. De warmte van de platen is, voor zover mogelijk, geheel naar binnen gericht. De buitenkant van het tosti-ijzer heeft meestal warmte-isolerende onderdelen. Op het tosti-ijzer bevinden zich soms knoppen voor het instellen van de gewenste temperatuur.

## Kookplaat
Bij een apparaat dat op een kookplaat wordt gebruikt zijn de twee metalen platen (meestal gegoten aluminium) met een scharnier aan elkaar verbonden en hebben ze elk een steel met een (houten) handvat. Dichtgevouwen met de boterhammen ertussen wordt het tosti-ijzer op de kookplaat verhit en halverwege gekeerd. Als alternatief hiervoor kan ook een gewone koekenpan worden gebruikt. Hierop dient dan een deksel te worden gedaan. Ook hierbij moet de tosti halverwege worden gekeerd. Dit kan dan met een spatel worden gedaan.